# Associazione Calcio Cuneo 1939-1940
Questa voce raccoglie le informazioni riguardanti l'Associazione Calcio Cuneo nelle competizioni ufficiali della stagione 1939-1940.

## Rosa
| N. |                   | Ruolo | Calciatore          |
| -- | ----------------- | ----- | ------------------- |
|    | Italia (bandiera) | C     | Pier Luigi Alvigini |
|    | Italia (bandiera) | C     | Amile Baghino       |
|    | Italia (bandiera) | A     | Giorgio Borgo       |
|    | Italia (bandiera) | A     | Giorgio Bocca       |
|    | Italia (bandiera) | A     | Giuseppe Calcagno   |
|    | Italia (bandiera) | A     | Michele Caviglia    |
|    | Italia (bandiera) | P     | Chioffredo Depetris |
|    | Italia (bandiera) | C     | Giulio Ferrari      |

| N. |                   | Ruolo | Calciatore         |
| -- | ----------------- | ----- | ------------------ |
|    | Italia (bandiera) | D     | Alfredo Franco     |
|    | Italia (bandiera) | D     | Rodolfo Gallo      |
|    | Italia (bandiera) | D     | Luigi Gazzaniga    |
|    | Italia (bandiera) | A     | Oreste Isoardi     |
|    | Italia (bandiera) | D     | Aldo Paschiero     |
|    | Italia (bandiera) | A     | Riccardo Paschiero |
|    | Italia (bandiera) | D     | Angelo Testa       |
|    | Italia (bandiera) | P     | Angelo Verné       |